# Montagnieu (Ain)
Montagnieu és un municipi francès situat al departament de l'Ain i a la regió d'Alvèrnia-Roine-Alps. L'any 2007 tenia 472 habitants.

## Demografia

### Població
El 2007 la població de fet de Montagnieu era de 472 persones. Hi havia 206 famílies de les quals 58 eren unipersonals (27 homes vivint sols i 31 dones vivint soles), 65 parelles sense fills, 72 parelles amb fills i 11 famílies monoparentals amb fills.
La població ha evolucionat segons el següent gràfic:
Habitants censats

### Habitatges
El 2007 hi havia 287 habitatges, 210 eren l'habitatge principal de la família, 57 eren segones residències i 20 estaven desocupats. 264 eren cases i 23 eren apartaments. Dels 210 habitatges principals, 152 estaven ocupats pels seus propietaris, 47 estaven llogats i ocupats pels llogaters i 11 estaven cedits a títol gratuït; 5 tenien una cambra, 16 en tenien dues, 31 en tenien tres, 52 en tenien quatre i 106 en tenien cinc o més. 155 habitatges disposaven pel capbaix d'una plaça de pàrquing. A 89 habitatges hi havia un automòbil i a 105 n'hi havia dos o més.

### Piràmide de població
La piràmide de població per edats i sexe el 2009 era:
| Homes | Edats   | Dones |
| ----- | ------- | ----- |
| 0     | 95 o +  | 0     |
| 0     | 90 a 94 | 4     |
| 4     | 85 a 89 | 4     |
| 0     | 80 a 84 | 0     |
| 4     | 75 a 79 | 12    |
| 20    | 70 a 74 | 16    |
| 12    | 65 a 69 | 20    |
| 12    | 60 a 64 | 20    |
| 12    | 55 a 59 | 12    |
| 4     | 50 a 54 | 16    |
| 16    | 45 a 49 | 8     |
| 12    | 40 a 44 | 16    |
| 4     | 35 a 39 | 8     |
| 16    | 30 a 34 | 20    |
| 12    | 25 a 29 | 8     |
| 8     | 20 a 24 | 8     |
| 4     | 15 a 19 | 12    |
| 12    | 10 a 14 | 4     |
| 16    | 5 a 9   | 4     |
| 12    | 0 a 4   | 0     |

## Economia
El 2007 la població en edat de treballar era de 294 persones, 226 eren actives i 68 eren inactives. De les 226 persones actives 207 estaven ocupades (121 homes i 86 dones) i 19 estaven aturades (5 homes i 14 dones). De les 68 persones inactives 32 estaven jubilades, 16 estaven estudiant i 20 estaven classificades com a «altres inactius».

### Ingressos
El 2009 a Montagnieu hi havia 217 unitats fiscals que integraven 498 persones, la mediana anual d'ingressos fiscals per persona era de 18.712 €.

### Activitats econòmiques
Dels 19 establiments que hi havia el 2007, 2 eren d'empreses alimentàries, 2 d'empreses de fabricació d'altres productes industrials, 5 d'empreses de construcció, 3 d'empreses de comerç i reparació d'automòbils, 2 d'empreses d'hostatgeria i restauració, 1 d'una empresa immobiliària, 3 d'empreses de serveis i 1 d'una empresa classificada com a «altres activitats de serveis».
Dels 5 establiments de servei als particulars que hi havia el 2009, 1 era un taller de reparació d'automòbils i de material agrícola, 1 paleta, 1 guixaire pintor i 2 lampisteries.
Dels 3 establiments comercials que hi havia el 2009, 1 era una botiga de més de 120 m², 1 una botiga de menys de 120 m² i 1 una fleca.
L'any 2000 a Montagnieu hi havia 6 explotacions agrícoles que ocupaven un total de 12 hectàrees.

## Equipaments sanitaris i escolars
El 2009 hi havia una escola elemental.

## Poblacions més properes
El següent diagrama mostra les poblacions més properes.